# Джордж Замка
Джордж Дейвид „Замбо“ Замка (на английски: George David „Zambo“ Zamka) е американски тест пилот и астронавт на НАСА, участник в два космически полета.

## Образование
Джордж Замка завършва колежа Rochester Adams High School  в Мичиган през 1980 г. През 1984 г. завършва Военноморската академия на САЩ, Анаполис, Мериленд с бакалавърска степен по математика. През 1997 г. получава магистърска степен по инженерен мениджмънт в Технологичния институт на Флорида.

## Военна кариера
Джордж Замка започва военната си кариера в USMC през 1984 г. веднага след дипломирането си, със звание лейтенант. От 1985 до 1987 г. е пилот на А-6 Интрюдър в бойна ескадрила 242 VMA(AW)-242 на USMC, базирана в авиобазата „Ел Торо“, Ървайн, Калифорния. През 1990 г. преминава курс на обучение на изтребител F/A-18D Хорнет. Взима участие в Операция Пустинна буря и извършва 66 бойни полета над територията на Ирак. През декември 1994 г. завършва школа за тест пилоти в авиобазата Едуардс, Калифорния. До 1997 г. работи в авиобазата по развитието на изтребителя F-18 Хорнет. През 1998 г. става командир на бойна ескадрила 121 VMFA(AW)-121 на USMC, базирана в Ивакуни, префектура Ямагучи, Япония. В кариерата си има над 3500 часа полетни часа на 30 различни типа самолети.

## Служба в НАСА
Джордж Замка е избран за астронавт от НАСА на 4 юни 1998 г., Астронавтска група №17. През август същата година започва обучението му в космическия център Линдън Джонсън, Хюстън, Тексас. Първото си назначение получава като супервайзер на астронавтите от Астронавтска група №19 (2004). Взема участие в два космически полета. Излиза в пенсия през август 2011 г.

## Полети
Джордж Замка лети в космоса като член на екипажа на две мисии:
| Космически полети на Джордж Дейвид „Замбо“ Замка                 | Космически полети на Джордж Дейвид „Замбо“ Замка | Космически полети на Джордж Дейвид „Замбо“ Замка | Космически полети на Джордж Дейвид „Замбо“ Замка | Космически полети на Джордж Дейвид „Замбо“ Замка | Космически полети на Джордж Дейвид „Замбо“ Замка | Космически полети на Джордж Дейвид „Замбо“ Замка |
| №                                                                | Дата                                             | КК                                               | Емблема на мисията                               | Функции                                          | Продължителност                                  |                                                  |
| ---------------------------------------------------------------- | ------------------------------------------------ | ------------------------------------------------ | ------------------------------------------------ | ------------------------------------------------ | ------------------------------------------------ | ------------------------------------------------ |
| 1                                                                | 23 октомври 2007                                 | „Дискавъри“, мисия STS-120                       |                                                  | Пилот                                            | 15 денонощия 02 часа 24 минути                   |                                                  |
| 2                                                                | 8 февруари 2010                                  | „Индевър“, мисия STS-130                         |                                                  | Командир                                         | 13 денонощия 18 часа 08 минути 03 сек.           |                                                  |
| Сумарно време в космоса – 28 денонощия 20 часа 29 минути 03 сек. |                                                  |                                                  |                                                  |                                                  |                                                  |                                                  |

## Награди
- Легион за заслуги;
- Летателен кръст за заслуги;
- Медал за отлична служба;
- Медал за похвална служба;
- Медал за похвала на USMC;
- Въздушен медал (6);
- Медал на НАСА за изключително лидерство;
- Медал на НАСА за участие в космически полет (2).

## Личен живот
Джордж Замка е женен и има две деца.